# Yann Lardeau
Yann Lardeau est un critique de cinéma et réalisateur français.

## Éléments biographiques
Lardeau entre aux Cahiers du cinéma en février 1978, alors que la revue est dirigée par Serge Daney et Serge Toubiana. Après un premier article sur La Ballade de Bruno de Werner Herzog, il continue à travailler sur le cinéma allemand (Hans-Jürgen Syberberg, Rainer Werner Fassbinder, Werner Schroeter), s'intéresse à des auteurs indépendants (Paul Vecchiali, Robert Kramer, Lionel Soukaz), écrit sur le cinéma portugais, le documentaire, ou le film pornographique, et réalise plusieurs entretiens (Frederick Wiseman, António Reis, Jim Jarmusch). Il apparaît à l'époque dans un Cinématon de Gérard Courant (tourné à la Berlinale 1983) et dans le court métrage Barres de Luc Moullet (1984). En 1983, il écrit sur les prisons françaises, à partir de photographies de Jean Gaumy, pour le livre Les incarcérés, aux éditions des Cahiers. Il quitte les Cahiers après sept ans, avec le numéro de février 1985, en ayant publié près de 200 textes dans la revue.
Après son départ des Cahiers, Lardeau s'associe à Emil Weiss pour le moyen métrage Samuel Fuller ou un travelling est affaire de morale (1986),. En 1989, il est l'un des sélectionneurs des premiers États généraux du film documentaire de Lussas. La même année, il participe à un ouvrage sur Manoel de Oliveira, puis publie une monographie de Fassbinder aux éditions des Cahiers en 1990. Fin 1991, il est au comité de rédaction du premier numéro de la revue Trafic créée par Serge Daney, mais n'y collabore pas et est retiré du sommaire dans les numéros suivants.
Au cours des années 1990, Lardeau écrit pour Lussas les comptes-rendus des Carnets du docteur Muybridge, et aide à l'écriture de deux courts métrages, Le Kugelhof (1991) de Ginette Lavigne, puis Les Moissons de l'utopie (1995) de Yves Billon. Il co-signe Khol sa steng, la rentrée des classes (1998), avec Victoire Surio,, puis le documentaire Vietnam, le jour de l'indépendance (2000), avec Xavier-Marie Bonnot, avant de réaliser son premier long métrage seul, La Guerre de l'eau (2006). Dans les années 2000, Lardeau est un temps membre du comité de présélection du Cinéma du réel à Paris, et continue d'écrire dans les revues Vertigo, ou Cinéma.

## Filmographie

### Réalisateur
- 1986 : Samuel Fuller ou un travelling est affaire de morale (moyen métrage) (coréalisé avec Emil Weiss)
- 1998 : Khol sa steng, la rentrée des classes (court métrage) (coréalisé avec Victoire Surio)
- 2000 : Vietnam, le jour de l'Indépendance. 1. La voie (moyen métrage) (coréalisé avec Xavier-Marie Bonnot)
- 2000 : Vietnam, le jour de l'Indépendance. 2. L'unité (moyen métrage) (coréalisé avec Xavier-Marie Bonnot)
- 2006 : La Guerre de l'eau

### Scénario
- 1991 : Le Kugelhof de Ginette Lavigne (court métrage)
- 1995 : Les Moissons de l'utopie de Yves Billon (moyen métrage)

### Acteur
- 1984 : Barres de Luc Moullet (court métrage)